# Ramon Garrabou
Ramon Garrabou i Segura (Sedó, Torreflor, 1937) es un historiador español, considerado el principal especialista de historia agraria contemporánea en España.

## Biografía
Nació en 1937 en Sedó. Doctor en Historia por la Universidad de Barcelona, catedrático de Historia e Instituciones Económicas y doctor honoris causa por la Universidad de Gerona, ha sido profesor de Historia Económica en las universidades Autónoma de Barcelona, Valencia y Barcelona, así como profesor visitante en las de Bolonia, La Sapienza, École des Hautes Études en Sciences Sociales y Nueva York. También ha sido fundador y presidente de la Sociedad Española de Historia Agraria. Como investigador su obra se ha centrado en la historia agraria y económica, realizando aportaciones sobre el proceso de adaptación de las agriculturas tradicionales a la sociedad de mercado y la economía capitalista —precios y salarios agrícolas, cambios organizativos y tecnológicos—, y en particular en el proceso de formación de los mercados rurales, fertilización y balances de nutrientes, el uso del suelo y evolución del paisaje mediterráneo o estudios comparativos de eficiencias energéticas, en la agricultura española contemporánea, además de estudios y análisis de los sistemas de nutrición y nivel de vida.
Fue fundador y miembro del comité editorial de las revistas Recerques —donde se juntó con otros de los llamados «historiadores del PSUC», discípulos de Jaime Vicens—, Historia Agraria y Agricultura y Sociedad. Es autor de obras como Enginyers, industrials, modernització econòmica i burgesia a Catalunya (1850-inicis dels segle XX) (1982); Un fals dilema: modernitat o endarreriment de l'agricultura Valenciana (1850-1900) (1985); o Guerra y hacienda: la hacienda del gobierno central en los años de la Guerra de la Independencia 1808-1814 (1986), con Josep Fontana; además de diversos artículos y colaboraciones en obras colectivas.
Fue también uno de los editores de Historia agraria de la España contemporánea (tres volúmenes, 1985-1986), así como de La crisis agraria de fines del siglo XIX (1988). En homenaje a Garrabou, el historiador salmantino Ricardo Robledo editó en 2010 la obra colectiva Sombras del progreso: las huellas de la historia agraria.

## Lista de obras
- Anexo:Bibliografía de Ramon Garrabou

## Fondo Ramon Garrabou
El Fondo Ramon Garrabou  ingresó en la Universidad de Gerona en noviembre de 2015, gracias a la mediación del Centre de Recerca d'Història Rural de la UdG.  El donativo está formado por 169 libros así como por 11 títulos de revista. Los documentos se centran principalmente en el ámbito de la historia agraria, con una especial atención a la historiografía sobre Italia. Con ellos se pone a disposición del público la biblioteca personal de este profesor y investigador, considerado el principal especialista en historia agraria contemporánea de España y doctor honoris causa de la Universidad de Gerona.
La suma de este legado al de los  Fondos Jaume Vicens Vives, Pierre Vilar, Joan Reglà, Jordi Nadal, Joaquim Nadal i Lluís Maria de Puig; confieren a la UdG una gran relevancia como centro para la investigación histórica y historiográfica en Catalunya.